# Museo Arqueológico de Argos
El Museo Arqueológico de Argos es uno de los museos de Grecia de la región de Argólide. 

## Historia del museo
El edificio del museo fue inicialmente una casa residencial construida en 1830 en estilo neoclásico. Esta fue donada al municipio de Argos por los herederos de los propietarios en 1932 y el municipio, a su vez, la donó al estado en 1955. Así pues, esta antigua casa se reformó para construir parte del museo arqueológico que se inauguró en 1957 y también se construyó una nueva ala en los terrenos adyacentes a la casa cuya inauguración tuvo lugar en 1961. Los trabajos de construcción de la nueva ala fueron dirigidos por la Escuela Francesa de Atenas. En el año 2014 se ha iniciado un programa de modernización del museo y de reorganización de la exposición.

## Colecciones
El museo contiene una colección de objetos procedentes de yacimientos arqueológicos del área que ocupaba  la antigua ciudad de Argos y también de otros lugares de su entorno como Lerna que abarcan periodos comprendidos entre la prehistoria y la época romana. 
La exposición permanente se exhibe en tres salas. La mayor de ellas está organizada por periodos cronológicos desde el heládico medio hasta la época clásica. Entre los objetos más destacados de esta zona se encuentran una gran píxide funeraria, una crátera del siglo VII a. C. donde se representa la ceguera del cíclope Polifemo, una armadura de bronce, armaduras de hierro del periodo arcaico, una pieza de cerámica de figuras rojas que representa a Teseo matando al Minotauro y a Ariadna y una lira realizada con un caparazón de tortuga.
En otra de las salas se exponen los hallazgos del sitio prehistórico de Lerna que abarcan desde el neolítico hasta la época micénica, donde se han hallado vasos, sellos, figurillas y otros objetos.
En la otra sala hay piezas escultóricas encontradas en la zona, entre las que destacan una donde se representa a las Euménides, del periodo helenístico y una copia del Hércules Farnesio de Lisipo. 
Por último, en el patio del museo se reproduce parte de una villa romana en la que destacan los pisos de mosaico, con escenas de caza, escenas dionisíacas y representaciones de los meses del año.

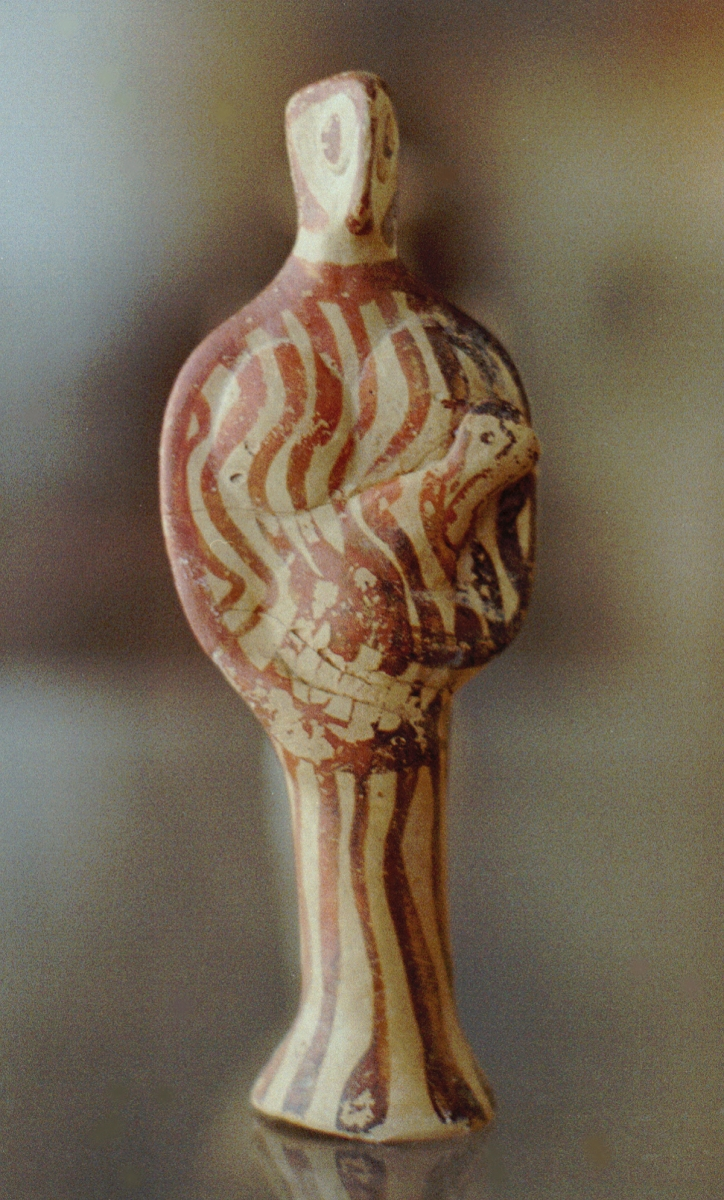
Figurilla de terracota del periodo micénico.
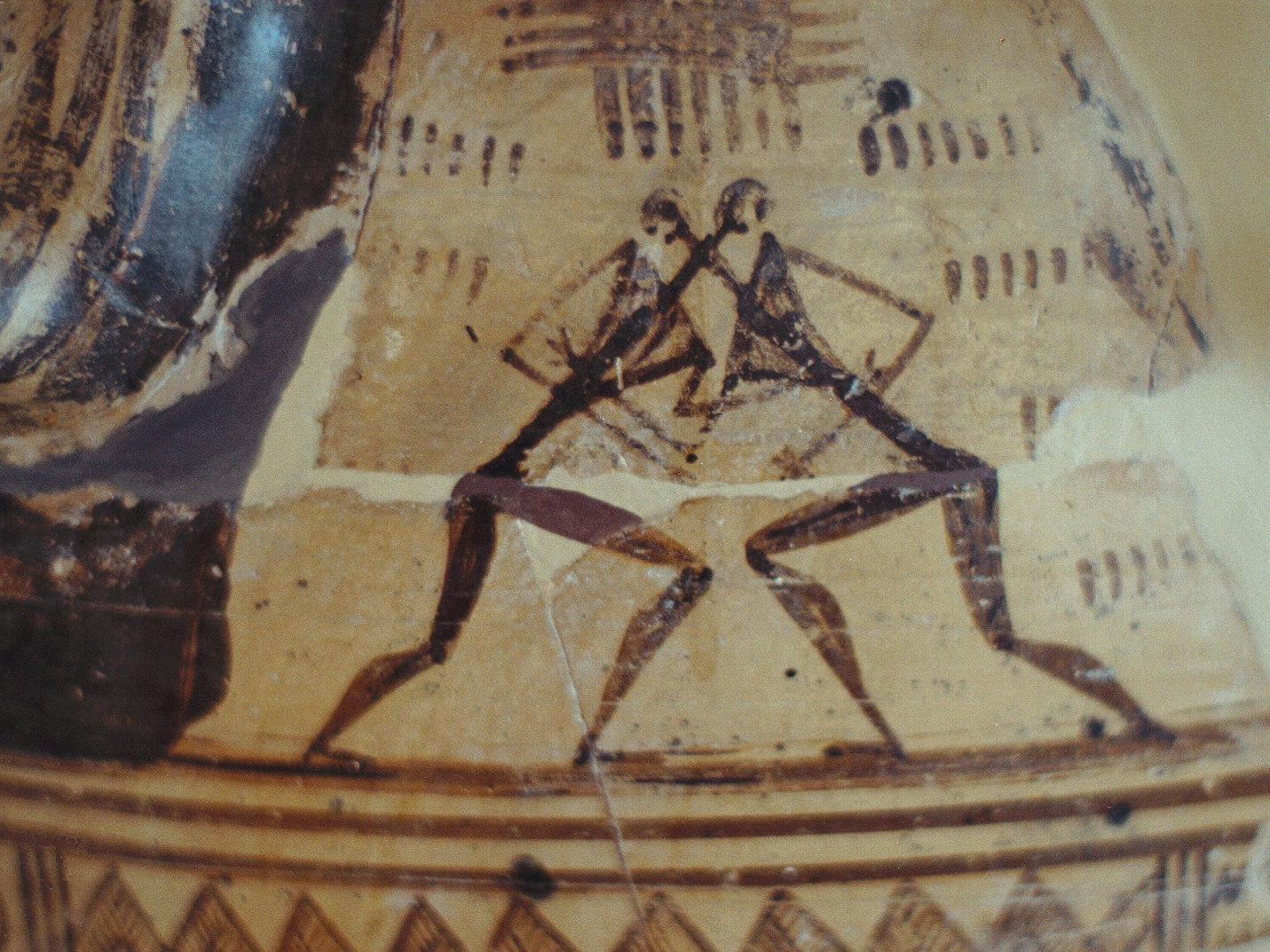
Pieza de cerámica del periodo geométrico con la representación de dos luchadores.
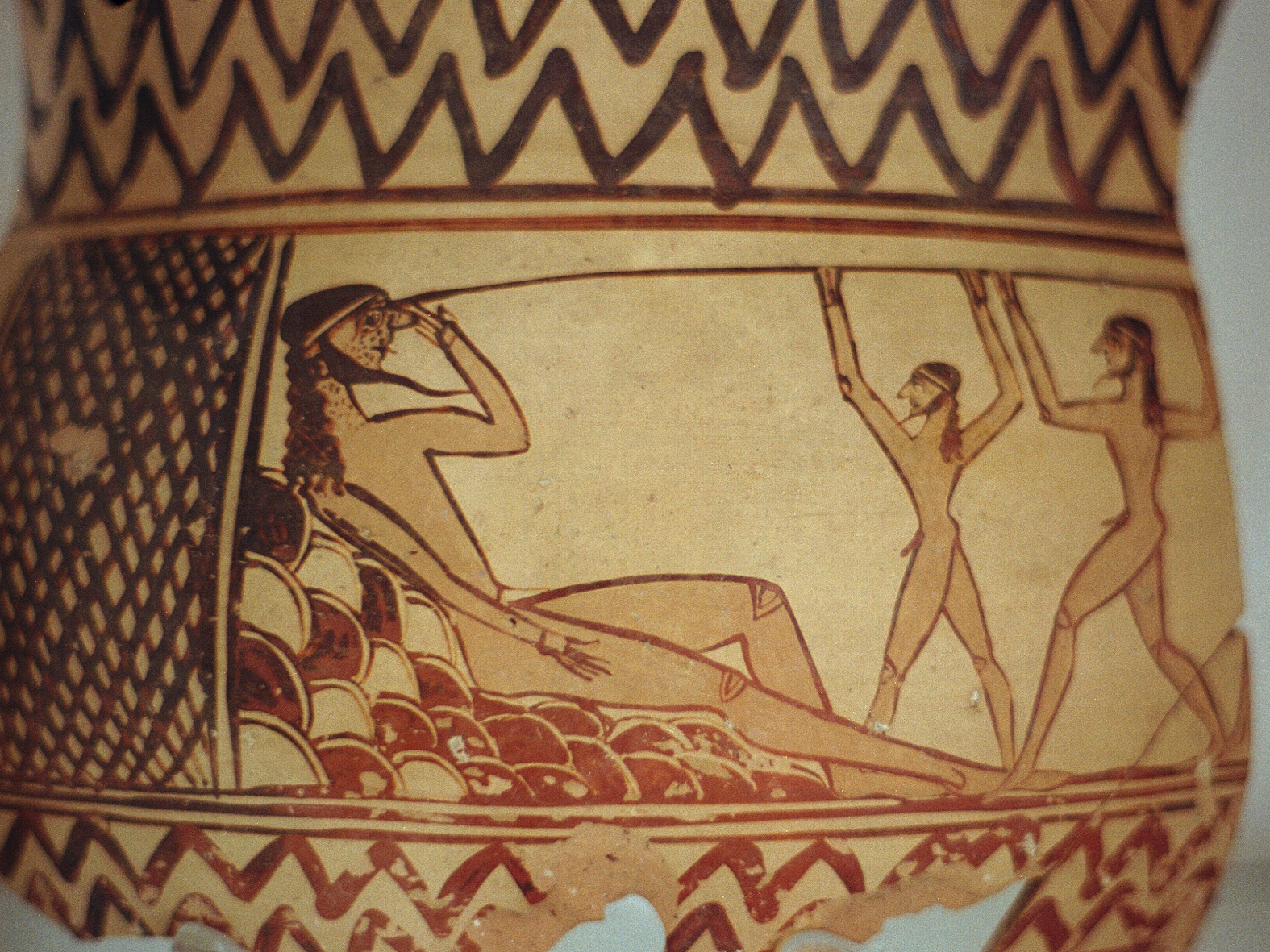
Vaso del periodo arcaico con la representación de la ceguera de Polifemo.
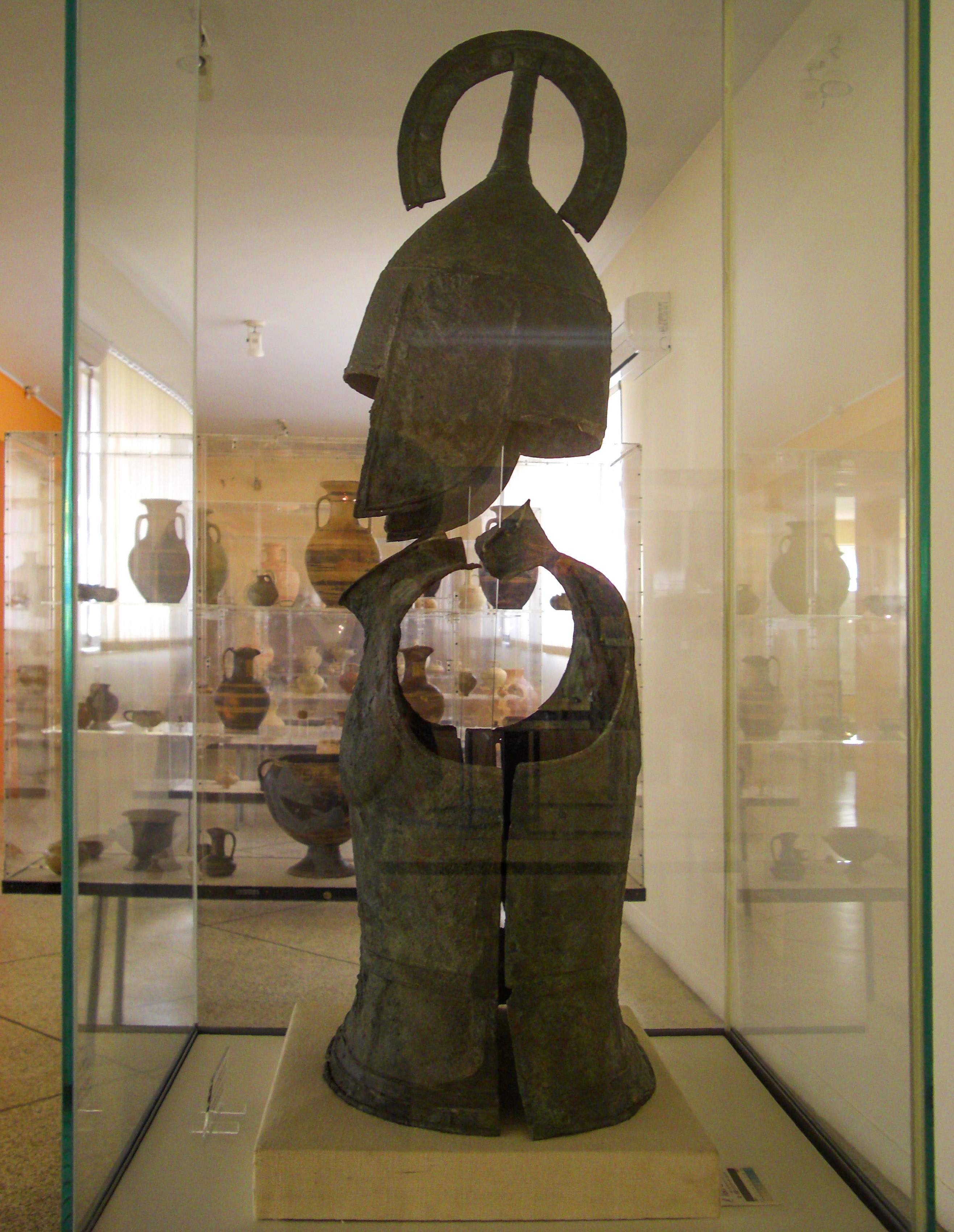
Armadura de hoplita.